# Наннука
Наннука (гінді नन्नुक; д/н — 845) — 1-й володар Даджхауті в 831—845 роках.

## Життєпис
Походив з раджпутського клану Чандела. Про його предків нічого невідомо. Вважається засновником свого клану. Про це йдеться у двох написах, знайдених у Кхаджурахо, датованих 954 і 1002 роками. В першому написі розповідається, що Наннука переміг багатьох ворогів і що інші князі боялися його і підкорялися йому. Там також стверджується, що він «був схожий на бога кохання» і «грайливо прикрашав обличчя жінок із кварталів сандалією своєї слави». Напис 1002 року описує його як Сонце та перлину-коштовність його родини. Його навички стрільби з лука порівнюються з навичками легендарного героя Арджуни. Він вихваляє його скромність і щедрість і називає його «насолодою підданих».
Втім сучасні історики вважають, що він був лише князем невеличного раджанату.  Мав титул магіпаті («володар країни»). Висувається також теорія, що Наннука зумів заволодіти Джеджа-Бхукті, скориставшись поразками Рамабхадри і Міхіри Бходжи I, магараджахіраджів держави Гуджара-Пратіхар, від Девапали, магараджахіраджи імперії Пала. Втім ймовірно до кінця панування Наннука визнав зверхність Міхіри Бходжи I, зберігши певну автономність.
Помер Наннука 845 року. Йому спадкував син Вакпаті.